# Escut de Durazno
L'escut de Durazno va ser creat per l'artista plàstic Adolfo Pastor. La torre elèctrica simbolitza les centrals hidroelèctriques del departament: Rincón del Bonete i Baygorria. La part mitjana de l'escut té espigues de blat (a l'esquerra) i velló (a la dreta), símbols d'esforç i riquesa. La llum de la part inferior simbolitza l'esperança. La frase En pensamiento me centro y me descentro en labor va ser ideada per Carlos Scaffo. El mateix Scaffo definia la llegenda d'aquesta forma: d'una banda, l'home, l'individu, i de l'altra, la seva acció creadora cap a la col·lectivitat.